# 13-та кавалерійська дивізія (Російська імперія)
13-та кавалерійська дивізія — кавалерійське з'єднання в складі Російської імператорської армії. Входила до складу 14-го армійського корпусу.

## Історія

### Формування
- 1875-1918 - 13-та кавалерійська дивізія

### Бойовий шлях
Дивізія брала участь в Першій Світовій війні.
На етапі стратегічного розгортання вступила в перші зіткнення з противником 3 - 4 серпня 1914 року.

## Склад дивізії
- 1-ша бригада (Варшава)
  - 13-й драгунський Військового Ордена генерал-фельдмаршала графа Мініха полк
  - 13-й уланський Володимирський полк
- 2-га бригада (Варшава)
  - 13-й гусарський Нарвський Й. І. К. В. Імператора Німецького Короля Прусського Вільгельма II полк
  - 2-й Оренбурзький козацький воєводи Голого полк
- 21-я батарея зі складу 12-го кінно-артилерійського дивізіону (Варшава)

## Командування дивізії

### Начальники дивізії
- 1875 - 16.01.1878 - генерал-майор Раден Леонель Федорович
- 02.02.1878-25.12.1882 - генерал-майор (з 30.08.1880 генерал-лейтенант) Кульгачов Олексій Петрович
- Хх.хх.1882-хх.хх.1886 - генерал-лейтенант П. Є. Скобельцин
- 23.11.1886-25.04.1897 - генерал-лейтенант фон Мейендорф Микола Єгорович
- 04.05.1897-22.05.1903 - генерал-лейтенант О. Я. Таль
- 09.06.1903-11.03.1904 - генерал-лейтенант Шутлеворт Микола Васильович
- 22.05.1904-04.05.1907 - генерал-лейтенант Є. О. Сикалов
- 23.05.1907-01.05.1910 - генерал-лейтенант барон фон дер Рооп Микола Васильович
- 01.05.1910-08.03.1916 - генерал-лейтенант князь Туманов Георгій Олександрович
- 13.03.1916-22.04.1917 - генерал-майор Чайковський Микола Іванович
- 28.05.1917-? - генерал-майор Константинов В'ячеслав Олександрович